# 이언 케네디
이언 패트릭 케네디(영어: Ian Patrick Kennedy, 1984년 12월 19일 ~ )은 전 미국의 야구 선수이다.